# Alphonse de Portugal (grand maître)
Pour l’article homonyme, voir Afonso de Portugal (cardinal).
Alphonse de Portugal, né en 1135 à Coimbra et mort le 1er mars 1207 à Santarém, est le 12e supérieur de L'Hospital de l'ordre de Saint-Jean de Jérusalem de 1202 à 1206.

## Biographie
On sait peu de chose de ce grand maître, il est considéré comme le fils illégitime du roi Alphonse Ier de Portugal. Il devient chevalier de Saint-Jean de Jérusalem par protection royale.
Ne pouvant pas se faire obéir des chevaliers de l'Ordre, ils lui reprochaient d'avoir tenu le chapitre général à la forteresse de Margat hors du royaume de Jérusalem, reproche de bien piètre tenue. Il faut plutôt en chercher la cause dans le fait qu'il n'avait pas tenu de responsabilité dans l'Ordre. Le seul fait saillant de son magistère, la promulgation de nouveau statut élaboré lors du chapitre général qu'on lui reprochait. Il finit par se démettre de sa charge.
Le dernier acte est daté de 1206 et le premier de son successeur date aussi de 1206, on peut donc estimer qu'il abandonne sa charge à mi-1206. C'est la deuxième fois dans l'histoire de l'Ordre qu'un grand maître démissionne. Il se retire au Portugal où il meurt le 1er mars 1207 soi-disant empoisonné,. Après sa mort, il est inhumé dans l'église de la commanderie Saint-Jean d'Alporão (pt) à Santarém.

## Sources bibliographiques
- J. Delaville Le Roulx, Les hospitaliers en terre sainte et à Chypre 1100 à 1310, Paris, Ernest Leroux, 1904
- Bertrand Galimard Flavigny, Histoire de l'ordre de Malte, Perrin, Paris, 2006